# 169

## Починали
- Луций Вер, римски император